# 実録シリーズ
実録シリーズ（じつろく-）は、映画、オリジナルビデオの一種で、ヤクザ映画の中でも実話を基に製作されたものをいう。

## 概要
1960年代、映画に於いてそれ以前までは主流であった時代劇の廃退により、東映は任侠映画を製作し、成功を収めた。それらは主に鶴田浩二や高倉健が主演であり、「人生劇場」、「日本侠客伝シリーズ」、「昭和残侠伝シリーズ」などの代表作は、任侠をテーマにし正義が悪を倒すという、時代劇のころから受け継がれた単純なストーリーであった。しかし1973年に公開された菅原文太主演・深作欣二監督の『仁義なき戦い』はそれまでとは違い、実際に起こった広島での抗争事件の当事者の一人が書いた手記をベースとしたノンフィクションを原作としており、大ヒットした。当時の東映のヤクザ映画は実録映画、実録路線と呼ばれた。2020年には東映自ら、実録路線&アニメは東映のお家芸と発表している。

## 「実録」という呼称
こうした「実録」という呼称は、イタリアのマフィアの実態を克明に描写した1972年の『バラキ』あたりから用いられるようになった、と書かれた文献もあるが、『バラキ』と『仁義なき戦い』第一作の公開は1ヵ月しか違わず、『キネマ旬報』1972年11月下旬号の『バラキ』の特集でも「実録」という言葉は使われていない。1972年7月に『ゴッドファーザー』が日本で公開されて間もなく、東映の岡田茂社長が「『ゴッドファーザー』は、東映任侠映画を大掛かりにしただけの作品。事実を避けて通らず、克明に描いたところに大衆を引きつける魅力がある。便乗企画といわれればそれまでだが、東映でも日本版マフィア映画を作るべきだ」と指示し、"和製ゴッドファーザー"として『仁義なき戦い』の製作を決定した。これが日本の「実録ヤクザ映画」の実質的なスタートであるが、『キネマ旬報』1972年9月下旬号の「世界の映画作家」という記事で岡田は「時代の動きに応じて変わっていくが1972年の今求められているのは"実話性"の強いものではないか。『ゴッドファーザ』にしてもしかり。私は"実態映画"という名で呼ぶが、こういうものはスターシステムとは別の魅力が発揮される。東映でもこうした"実態映画"を大作の構えで作っていきたい。小さな作品にしたのでは魅力はない。同じやくざものでも『博奕打ち外伝』のような作品はスターを並べた伝統的なものとして今後もつくり、一方で『仁義なき戦い』のようなものを大がかりに撮って行きたい。政界を題材にするのもいい、警察内部の実態でもいい、週刊誌で話題になるバーの内部も面白いだろう。これなどは新しい形の"女性映画"になりうると思う」などと話し、この時点で、この後展開される「東映実録路線」のコンセプトを既に着想しており、さらに『キネマ旬報』1972年10月上旬号のインタビューでは「私は日本のアクション映画には限界があると思う。実際のギャングがいないのだから、現実と虚構の接点が薄いわけだ。欧米のそれをマネても当たらない。土壌が違うんで観客がバカにしちゃってる。日本のアクションは日本の中にあるものから考えなければならない。私もいろいろやったがやはり当たらなかった。欧米と日本ではヤクザの実態が違い過ぎるんだ」などと話しており、「任侠映画」から「実録映画」への転換を構想していた。1972年春の看板スター・藤純子の引退で、「任侠映画」に翳りが見え、路線転換に悩んでいた岡田が暗中模索の中で閃いたのが「実録路線」「実録シリーズ」であった。このインタビューでは岡田は"実録"という言葉は使っていないが、1972年9月1日に東映が笠原和夫に『仁義なき戦い』の脚本執筆を依頼したとき、笠原は「"実録"という言葉を初めて聞いた。それで会社はいよいよロッセリーニをやるのかと思った」と話しており、『ゴッドファーザー』が日本で公開された1972年7月から間もない同年夏の時点で、東映の関係者は"実録"という言葉を使っていたと考えられる。用語として定着するのは1972年11月21日に東映本社で『仁義なき戦い』の製作発表が行われ、"実録映画路線"の第一弾として発表してからで、「従来の任侠映画的なヤクザを美化したものでなく、実録の持つ迫力をドキュメンタリー・タッチのドラマとして、ヤクザの裏面を衝撃的に描く」と説明した。1972年の暮れから『仁義なき戦い』第一作の公開が近づくにつれ、何枚もの宣伝ポスター、アド(広告)などを製作して、新聞に掲載したり、劇場内に次回作告知として貼り付けたが、このポスターなどに、"実録シリーズ第一弾"、"日本の実録超大作"などと惹句（キャッチコピー）を入れて盛んに煽った。実録ものは、覗き見趣味的な効果もあり、異様なパワーを持って観客に新鮮な感覚を与えた。

## 実録路線
『仁義なき戦い』の大ヒットにより、岡田社長が「実録路線」第二弾として、安藤昇主演映画に『やくざと抗争 実録安藤組』というタイトルを付け、これもヒット。ヤクザ映画のタイトルに「実録」という呼称が入ったのはこれが最初。映画のタイトルに「実録」という言葉が入った映画は、戦前には多かったが、戦後はあまり使われていなかった。岡田は強力な抵抗を押し切って、これらを「実録路線」としてシリーズ化し、「任侠映画」からの転換を図り、以降も実録ヤクザ映画が量産され、「実録」という言葉も一気に普及する。『宝石』1983年1月号の「実録／戦後日本映画史 人と事件とー最終回 任侠・実録で血路を開いた東映・岡田」という記事で、「映画史に一時期を画した東映の任侠映画もすでに下降線を迎え、それを象徴するかのように任侠映画の女王・藤純子が1972年3月公開の『関東緋桜一家』を最後に引退、スクリーンから消えていった。それは任侠路線の終焉ともいうべき出来事であった。また社内的には最盛期に肥大化した製作現場と製作要員の縮小という大きな問題もあって、好調を続けてきた東映が初めて直面する苦難のときでもあった。このとき任侠路線につぐ"実録路線"を考え出したのは新社長の岡田茂である。岡田は『日本映画界の最大の危機は1971年から1974年の三年間で、全部ダメになると思ったよ。それから10年間は各社とも体質改善に励んでどん底から這い上がり、それぞれに生きる道を身に着けた。ウチも落ち目になった任侠路線の次の手をと苦しんでいたとき、新人のライター（飯干晃一？）が書いた毛色の変わったシナリオが目についたんです。ある組織暴力の実態をモデルにしたもので、ナマの迫力があった。そのころアメリカ映画の『ゴッドファーザー』が大当たりで、イタリア映画の『シシリーの黒い霧』や『コーザ・ノストラ』といったマフィアの暴露物が話題になっていた。実在の暴力団をモデルにしているので、ちょっと危険はあるがとにかくやってみようというので、監督に深作欣二を起用して、まず第一作として作らせたのが『仁義なき戦い』で、これがヒットしたので実録路線でゆこうということにしたわけだ』とそのいきさつを語っている」と書かれている。『コーザ・ノストラ』を日本で配給したのは岡田が作った東映洋画だった。『月刊創』1977年5月号のインタビューでは、任侠映画をスパッと切って、実録映画に転換した理由を「任侠映画がマンネリになったから止めたんではなく、観客が別の方向の映画に行くのを見極めただけです」と述べている。京都時代の盟友で、同じ撮影所長としてしのぎを削った鈴木晰成大映京都撮影所長は、「沈没しかけた東映丸をそのつど立て直して航行可能にした、それが岡田という男の凄さだよ」と話していたという。
1973年1月13日に公開された『仁義なき戦い』は大ヒットにより、当時の東映では珍しいロングランが実施され、1973年2月2日までの三週間興行だった。岡田が「実録路線」という言葉を使ったのは『仁義なき戦い』公開中と見られる1973年1月後半か2月頭のことで、『週刊現代』1973年2月12日号の記事で「"実録路線"は、やくざものとはかぎらない」と話しており、『仁義なき戦い』は公開前より続編の制作が決定していたともいわれ、つまり1973年に実録映画のヒットが続いたから「実録路線」を敷いたのではなく、『仁義なき戦い』がヒットしたら「実録映画」を路線化しようと決めていたものと見られる。興味深いのは"岡田茂の『事件が起きたら即、映画』術"と評されるように、当時の複数の記事で岡田が、黒い霧事件を扱う『実録・プロ野球・黒い霧事件』、『実録・連合赤軍』、田中角栄の自伝を実録で描く『任侠総理』、『実録大映興亡史』、有名な『実録・共産党』などを企画している、と話していることである。『任侠総理』は『仁義なき戦い』の製作と同時期に田中角栄を実録で描く企画として挙げたもので、岡田の前任社長・大川博が田中と同じ新潟県出身で親交があり、岡田も田中と付き合いがあったことから、田中が首相在任時の1972年夏に自民党広報部に正式に映画製作を申し入れたが、諸事情があり製作されなかった。『実録大映興亡史』は大映の永田雅一の功績を讃えつつ、真の目的は、いずれビデオの時代が来るとソフトが不足すると読み、テレビでまだ未放映の『羅生門』を始め、多くの名作を持つ会社再建中だった大映の旧作の版権を安く買い叩けないか企んでいたといわれる。これは岡田が「実録ヤクザ映画」だけでなく「実録犯罪映画」などを含めて、範囲の広い「実録映画」の量産を最初は考えていたものと推察されるが、「実録ヤクザ映画」より「実録犯罪映画」などの方が製作に当たって問題が大きかったため、上記の企画を後回しにし、大きな支持を得た「実録ヤクザ映画」の製作を押し通したものと見られる。

## 東映実録映画の歴史
「実録映画」というと通常は「実録ヤクザ映画」や「実録犯罪映画」、有名な事件やイベント、人などの内幕を描く映画をイメージすることが多いが、岡田は「実録犯罪映画」「実録猟奇犯罪映画」（エクスプロイテーション映画）のパイオニアでもある（戦後猟奇犯罪史#東映実録犯罪映画）。戦前さかんに作られたといわれる「実録犯罪映画」は、戦後各社娯楽性の高い映画が量産され、あまり作られなかった。東映も娯楽時代劇を量産したため手を出さなかったが、1965年半ば以降、岡田が時代劇をヤクザ映画やエログロ映画に転換する過程で、企画として挙げてきた。岡田のプロデュース三作目は、横溝正史が津山三十人殺しをヒントに執筆したといわれる『八つ墓村』の映画化、1951年の『八ツ墓村』で、早い時期に実録犯罪ものに興味を持っていた。こうした小説由来ではないオリジナルの「実録犯罪映画」は、東映では延命院日当を扱った1966年3月公開の『女犯破戒』（田村高廣主演・工藤栄一監督）が最初。これは実録ものをやろうとして挙げた企画ではなく、好色路線（東映ポルノ）の一つとして思いついたものであった。次が石井輝男と異常性愛路線を敷いた際に企画した1969年8月公開の『明治大正昭和 猟奇女犯罪史』。『猟奇女犯罪史』の製作を伝える当時のスポーツニッポン1969年8月21日の記事に「史実を再現した異色作!! 五大犯罪事件に見る愛欲の陰惨な様相」「『猟奇女犯罪史』で実話路線なるものの先鞭をつけた」などの記述が見られ、内外タイムス1969年7月30日には「東映、"実話路線"へ 第一弾は『猟奇女犯罪史』東映が㊙シリーズにかわって、新しく女の本性を描く、"実話路線"を打ち出した」などと書かれている。『明治大正昭和 猟奇女犯罪史』は、後のワイドショーの再現フィルムに影響を与えたと評価され、今日、映画は勿論、テレビの再現ドラマでもよく扱われる"実録犯罪もの"とハシリといわれる。また同じ1969年秋の『日本暗殺秘録』製作を伝える記事に「東映は刺激路線から、実話路線に切り変え『日本暗殺秘録』がこのほどクランクイン」、「八つの事件、実録風に」という記述が見られ。「東映では明年（1970年）五月に『実録二・二六事件』という作品も企画しており…」という記事が見られる。『日本暗殺秘録』は、岡田が「70年安保を控えて映画も時代に即応した強度の暴力が受けるはず。鶴田浩二の次回作『日本暴力団 組長』でさえ、"ゲバふう"のムードを取り入れるつもりだ」などと打ち出した「暴力路線」「ゲバルト路線」の第一弾であった。岡田は当時、東映映画の製作・配給・興行の全ての責任者だった。また文中に"実録"とは書かれていないが1968年夏の複数の文献に「ヤクザ映画もやります、お色気も…というゴッタ煮商法のプランナー・東映岡田茂常務(製作本部長)が『ああ全学連』を企画している」などという記事があり、岡田は「世界に勇名を馳せた安保騒動と、いまの世界的なスチューデント・パワーね、これを背景にした全学連の第二次黄金時代を正面から取り上げようと思ったんです...特定のイデオロギーに捉われず、あくまでも中立的な立場でいきたい。したがって派閥関係にも細心の注意を払いたい。全学連をひとつの若いエネルギーの表れとして捉えてみたい。樺美智子さんの死とか、騒動のあと別の人生をたどった者もいる...やはりドラマは必要だと考えなおしているとこ...今や"ゼンガクレン"は、フジヤマ、ゲイシャと並んで、世界に冠たるニッポン名物。『ゼンガクレン』というタイトルで海外にも輸出できる。公開は来年（1969年）6月を予定。監督は"闘士"の中島貞夫、キャストは新劇人を中心に組むつもりだ」などと話しており、1960年代後半に、既に"実録犯罪路線"を実施していた。毎日新聞は実録路線の転換ではなく「任侠路線から政治路線への転換か？」と書いている。つまり1973年の『仁義なき戦い』の大ヒットで実録路線を思いついたのではなく、実録路線は元からやっていたが、「実録ヤクザ映画」がウケたため、これはいけると「実録ヤクザ映画」を路線化したのである。
岡田東映社長は、"実録もの"がマスコミの話題になりやすいことから、しきりに「実録ものを作れ」と指示した。マスコミの話題にはなったが、トラブルも続出し、ある"実録もの"を見て本気で怒った暴力団関係者が、東映映画の責任は社長にあると、「岡田茂を殺しに行く」という物騒な話が出て、俊藤浩滋がビックリして知り合いに頼んで収めてもらったこともあるという。
「仁義なき戦いシリーズ」のキャメラマン・吉田貞次は、「実録やくざ映画は岡田茂社長の考え方がすごく入ってる。大川博さんが生きていたら実録やくざ映画は生まれなかったでしょう。そこそこは、やったかもしれないけど、あんな極端には、やらせなかっただろうと思う」と述べている。岡田は、「実録路線でいこうと。何となくそういう勘があった。でも実在の親分をコケにするような場面もあって、よくやれたなと思うね」などと話している。
実録映画が量産できたのは岡田が田岡一雄と仲がよかったためで、実録映画の脚本を多数手掛けた高田宏治は「『あいつぶちのめす』といわれたこともあったけど、僕の場合は東映が守ってくれた。田岡一雄さんが壁になってくれたんです」と述べている。
「実録路線」の旗手となったのは深作欣二であった。深作は戦後史に対して強い問題意識を持っていた。東映実録路線全般が凡庸なヤクザ映画に堕することなく、時代を撃つような批判力を持つ物になったのも、戦後史の底辺に流れていた物を掴み出したいという意思が、作り手側に確固としてあったからである。虚飾を剥ぎ取り、内実に迫ろうとするこうした動きは、時代の趨勢だったといえる。

## 評価
東映の実録路線は任侠路線に比べると短命に終わった。中島貞夫は「『仁義』が大ヒットしてるのを見ながら、これからどうなるんだろうという気持ちはありました。一つには、やくざ映画としてあんな素材はそう転がっていないということです。その予感は正しくて、それから2年もすると行き詰ってしまった。必死になって実録を探すんだけど、映画になるものなんて滅多にないんですよ」など述べている。

## 他社、他メディアへの波及
日活ロマンポルノも東映の「実録路線」に対抗して、1973年下半期の大攻勢として「ロマン・ポルノ」「アクション・ポルノ」「実録・ポルノ」「ドキュメント・ポルノ」の四本柱を打ち出し、1974年から"実録ポルノシリーズ"を始め、『実録エロ事師たち』や『OL日記 濡れた札束』『実録ジプシー・ローズ』などを製作した。鈴木義昭は「ピンク映画も、実は東映実録路線の影響を受けている。高橋伴明とか中村幻児の世代はね。『仁義の墓場』で渡哲也が骨をかじるシーンを置き換えたのが『日本の拷問』の日野繭子です。実録路線と相互乗り入れしていたのが日活ロマンポルノです。スタートの『団地妻 昼下りの情事』からして実録的要素があるからね。『一条さゆり 濡れた欲情』なんて本人が出てくる実録(笑)、刑法175条に引っかかる犯罪映画。『実録ジプシー・ローズ』とか『実録桐かおる』とかいっぱいあったね。東映実録路線は、ある意味みんな犯罪映画。東映実録路線で戦後史を勉強したから、だいぶ偏っちゃった(笑)。山口組ってスゲエみたいな映画ばっかりだったから。自分らの時代って、子どもの頃、浅草辺りでも発砲事件があって、やくざって凄くある意味身近だった」などと述べている。
映画各社からも実録の方がフィクションより興行力があるという認識が持たれ、「実録」を掲げることが一種の流行になり、容易にこれを冠した作品もあらわれるようになった。また洋画配給会社も実録風の映画を買い付けたり、実録風の宣伝を取り入れたりすることも増えた。『週刊文春』1973年3月12日号では「安上がりな"実録"に力を入れこむ邦画界」という記事が載り、「戸田城聖、北一輝、玉本敏雄といえば、なにを連想するかネ？さて、三人とも日蓮宗信者？いや、映画のモデルなんだ。東宝の『人間革命』、ATGで『戒厳令』、日活が『性豪列伝 チェンマイの幼な妻』てナ調子。そういえば松竹でも、北海道・十勝の"ワイン町長"の伝記を『喜劇・怪物町長』のタイトルで映画化するとか。"実録路線"のトップをきったのは東映。田中角栄がモデルの拒否でボツになったのにコリず、『仁義なき戦い』を作ってバカ当り。『マスコミで騒がれた事件や人物はなんでもかんでも映画にしてしまえ』とサ。自社の俳優・安藤昇の"実録"まで作ってる。早いハナシがヤクザ映画なんだがね。大阪で殺された16歳のクラブ・ホステスも『ネオンくらげ』で"やる"そう。原作料もいらず、ウルサイ俳優も使わず、一般募集で似てるのを見つけてくりゃいいんだから、実録映画ただもうけみたいなもんだ。日本ばかりでなく、海のむこうでも実録・伝記映画が大流行。アレック・ギネスのヒットラー『アドルフ・ヒトラー 最後の10日間』、オーソン・ウェルズのチャーチル、リチャード・バートン、リズ・テイラー夫妻のムッソリーニ伝などなど。しかし、映画にされてウレシがってる人はいいが、『ネオンくらげ』のモデルの遺族は気の毒だねえ。近く日本でも公開される『ビリー・ホリディ物語』（『ビリー・ホリディ物語/奇妙な果実）』）では、モデルの黒人女性歌手ビリーの遺族に、遊んで暮らしてゆけるだけの年金が支払われたそうだ。ゴタゴタがおきれば、話題になってなお結構、というのが普通だがねえ。"実録"もいいが、あとで『実録・人権じゅうりん』て番外作がつくのはゴメンだ」と書かれた。『ネオンくらげ』は内藤誠のオリジナル脚本で"実録もの"という認識を持たれていないが、当初の企画は"実録もの"だったのある。また同年4月には「オレがOKしなきゃ撮らせない」と、全ての企画を岡田自身が決定する陣頭指揮を宣言したが、実録ものの新方針第一弾が千葉真一主演の『ルバング島の奇跡 陸軍中野学校』で、これは東映の太田浩児プロデューサーが1973年に実録物の一つとして『実録・陸軍中野学校』というタイトルで企画を提出し製作が決まっていたが、1973年の4月に陸軍中野学校出身の小野田寛郎の救出が不成功に終わり製作が延期された。しかし1974年の小野田の発見で、岡田の新方針により急遽企画が復活、製作が決定した。このように東映は実録ヤクザ映画を量産した時期に、ヤクザでない実録映画も多少作った。
藤木TDCは「東映が山口組とつるんで実録映画を作り出したとき、東映に警察が入って『止めろ』って言った後、実録犯罪映画が増えました。昭和の時代は実録映画や犯罪映画の全盛期でしたね。ピンク映画でも実録犯罪ものがいっぱい作られましたし、『連続23人強姦魔』とか、『若妻人質性拷問』とか『誘拐密室暴行』とか『TATTOO＜刺青＞あり』や『冷血』とかね。『海燕ジョーの奇跡』とか『南へ走れ、海の道を!』とか、やくざ映画をそのまま撮れないから青春映画っぽく撮る映画も出来た。映画は実録的要素がどんどん増えました。2010年代も流行ってますよ、『冷たい熱帯魚』とか『凶悪』とか、テレビドラマだと『黒い看護婦』とかね。今は人権問題が厳しいから昔とはタッチが違うけど。1980年代のアイドル映画時代にもアイドルの実録みたいなのが出てきましたね。セイントフォーの『ザ・オーディション』なんて芸能界の実録の隠れた傑作です。単なるアイドル映画とは明らかに一線を画しているけど、今は公開できないんじゃないかな。吉川晃司の『すかんぴんウォーク』も芸能界の裏側を描いています」などと論じている。
テレビの番組タイトルで"実録"というタイトルが付けられた最初が何だったかは分からないが、
2019年12月27日には『実録！金の事件簿8 年末最後の戦いSP』（フジテレビ）と『実録！解決ファイル★婚活アプリで女性から金盗む男にフット後藤＆ミキ・粗品が驚愕』（TBS）という、キー局のプライムタイムで同じ時間帯の二つの番組タイトルに"実録"というタイトルが冠された。
映画監督の市川徹が最初に発案したとされる。

## エピソード
何年かははっきり分からないが、21世紀に入って、高田宏治が脚本を担当し、東映が「実録ヤクザ映画史」を描く連続テレビドラマを企画し、Netflixも大乗り気だったというが、最終プレゼンに進む直前に、当時の東映社長の鶴の一声で中止になったことがあるという。

## 実録シリーズの一覧

### 東映実録路線
- 仁義なき戦い - 1973 - 菅原文太
- 仁義なき戦い 広島死闘篇 - 1973 - 菅原文太
- 仁義なき戦い 代理戦争 - 1973 - 菅原文太
- 仁義なき戦い 頂上作戦 - 1974 - 菅原文太
- 仁義なき戦い 完結篇 - 1974 - 菅原文太
- やくざと抗争 実録安藤組 - 1973 - 安藤昇
- やくざ対Gメン 囮 - 1973 - 梅宮辰夫・松方弘樹
- 実録 私設銀座警察 - 1973 - 安藤昇
- 山口組三代目 - 1973 - 高倉健
- 実録安藤組 襲撃篇 - 1973 - 安藤昇
- 暴力街 - 1974 - 安藤昇
- 山口組外伝 九州進攻作戦 - 1974 - 菅原文太
- 唐獅子警察 - 1974 - 小林旭
- 三代目襲名 - 1974 - 高倉健
- 実録飛車角 狼どもの仁義 - 1974 - 菅原文太
- 安藤組外伝 人斬り舎弟 - 1974 - 安藤昇
- 脱獄広島殺人囚 - 1974 - 松方弘樹
- 新仁義なき戦い - 1975 - 菅原文太
- 新・仁義なき戦い 組長の首 - 1975 - 菅原文太
- 新・仁義なき戦い 組長最後の日 - 1976 - 菅原文太
- 仁義の墓場 - 1975 - 渡哲也
- 県警対組織暴力 - 1975 - 菅原文太
- 日本暴力列島 京阪神殺しの軍団 - 1975 - 小林旭
- 暴動島根刑務所 - 1975 - 松方弘樹
- 暴力金脈 - 1975 - 松方弘樹
- 神戸国際ギャング - 1975 -　高倉健・菅原文太
- 強盗放火殺人囚 - 1975 - 松方弘樹
- 実録外伝 大阪電撃作戦 - 1976 - 松方弘樹
- 沖縄やくざ戦争 - 1976 - 松方弘樹・千葉真一
- バカ政ホラ政トッパ政 - 1976 - 菅原文太
- 安藤昇のわが逃亡とSEXの記録 - 1976 - 安藤昇
- やくざ残酷秘録・片腕切断 - 1976 - 安藤昇 ※ドキュメンタリー
- やくざの墓場 くちなしの花 - 1976 - 渡哲也
- 広島仁義 人質奪回作戦 - 1976 - 松方弘樹
- やくざ戦争・日本の首領 - 1977 - 鶴田浩二
- 日本の首領・野望篇 - 1977 - 佐分利信
- 日本の首領・完結篇 - 1978 - 三船敏郎
- 北陸代理戦争 - 1977 - 松方弘樹
- 新宿酔いどれ番地 人斬り鉄 - 1977 - 菅原文太
- 日本の仁義 - 1977 - 菅原文太
- 仁義と抗争 - 1977 - 松方弘樹
- 沖縄10年戦争 - 1978 - 松方弘樹
- 総長の首 - 1979 - 菅原文太
- その後の仁義なき戦い - 1979 - 根津甚八
- 修羅の群れ - 1984 - 松方弘樹
- 最後の博徒 - 1985 - 松方弘樹
- 激動の1750日 - 1990 - 中井貴一
- 首領を殺った男- 1994 - 松方弘樹 ※東映実録任侠映画最終作品

### オリジナルビデオ実録シリーズ
- 実録・広島やくざ戦争 シリーズ - 2000 ミュージアム（原作：大下英治） - 小沢仁志
- 実録・土佐游侠外伝 鯨道 シリーズ - 2000 プレイビル・ドーダサービス
- 実録・日本やくざ列伝 義戦 シリーズ - 2001 プレイビル・ドーダサービス
- 実録・最後の総会屋 - 2001 ミュージアム（原作：大下英治） - 竹内力
- 実録・絶縁 シリーズ - 2001 ミュージアム - 清水健太郎
- 実録・鉄砲玉 - 2001 ミュージアム（ファーストインプレッション、原案：村上和彦） - 岡崎礼
- 実録・日本やくざ烈伝 義戦 シリーズ - 2001 プレイビル・ドーダサービス - 菊池健一郎
- 実録・北海道やくざ戦争 逆縁 シリーズ - 2001 ミュージアム（村上劇画プロ、原案：村上和彦） - 哀川翔
- 実録・大阪やくざ戦争 報復 シリーズ（プラウドマン、原案：村上和彦） - 2002 ミュージアム - 清水健太郎
- 新・仁義の墓場 - 2002 大映・東映ビデオ（原作：藤田五郎） - 岸谷五朗
- 実録・柳川組 シリーズ - 2002（ギャガ・コミュニケーションズ、原案・監修：真樹日佐夫） タキ・コーポレーション - 竹内力
- 実録・沖縄やくざ戦争 いくさ世30年 シリーズ - 2002 プレイビル・ドーダサービス - 小沢仁志
- 実録・九州やくざ抗争史 LB熊本刑務所 シリーズ - 2002 プレイビル・ドーダサービス
- 実録・史上最大の抗争 義絶状 - 2002 松竹京都映画 - 清水健太郎
- 実録・北陸やくざ戦争 - 2002 GPミュージアムソフト - 白竜
- 修羅の群れ シリーズ GPミュージアム（企画：俊藤浩慈） - 2002 - 松方弘樹
- 実録・青森抗争 - 2002 GPミュージアム - 竹内力
- 実録・山陽道やくざ戦争 覇道 シリーズ - 2003 プレイビル・ドーダサービス - 大和武士
- 実録・瀬戸内やくざ戦争 伊予路水滸伝 - 2003 GPミュージアム - 翔
- 実録・竹中正久の生涯 荒らぶる獅子 シリーズ - 2003 GPミュージアム - 小沢仁志
- 実録・北海道やくざ戦争 北海の挽歌 - 2003 GPミュージアム - 遠藤憲一
- 実録・みちのく抗争 死守りの盃 - 2003 GPミュージアム - 中野英雄
- 実録・名古屋やくざ戦争 統一への道 シリーズ - 2003 GPミュージアムソフト - 中野英雄
- 実録・九州やくざ烈伝 兇健と呼ばれた男 - 2003 GPミュージアム - 白竜
- 実録・東北やくざ戦争 覇桜の道 - 2003 GPミュージアム - 大沢樹生
- 実録・なにわ山本組 捨身で生きたる! シリーズ - 2003 GPミュージアムソフト - 風間貢
- 実録・関東やくざ戦争 シリーズ - 2003 GPミュージアムソフト - 寺島進
- 実録・北九州ヤクザ戦争 侠嵐 シリーズ - 2003 プレイビル・ドーダサービス - 松田優
- 実録・なにわ女侠伝 - 2003 GPミュージアムソフト - 馬渕英里何
- 実録・ぼったくり 風営法全史 - 2003 GPミュージアム - 榊英雄
- 実録・広島四代目 シリーズ - 2004 GPミュージアムソフト（HAPPY 9 AZABU） - 加藤雅也
- 実録・暴走族 シリーズ - 2004 GPミュージアムソフト
- 実録・籠寅三代目 合田幸一 シリーズ GPミュージアムソフト（HAPPY 9 AZABU） - 中条きよし
- 実録・大日本平和会 極道・平田勝市 シリーズ GPミュージアムソフト（HAPPY 9 AZABU） - 宅麻伸
- 修羅場の侠たち シリーズ - 2005 GPミュージアムソフト
- 実録・広島極道抗争 佐々木哲夫の生涯 シリーズ - 2006 GPミュージアムソフト - 中山一也
- 実録・四国やくざ戦争 血戦 シリーズ - 2006 GPミュージアムソフト - 大沢樹生
- 実録・九州やくざ抗争 誠への道 シリーズ - 2006 GPミュージアムソフト（原案：村上和彦） - 大沢樹生
- 実録・東声会 シリーズ - 2006 GPミュージアムソフト（監修：真樹日佐夫） - 小沢仁志
- 実録・山陰抗争 西日本暴力地帯 シリーズ - 2007 GPミュージアムソフト - 今井雅之
- 実録・九州やくざ道 LB熊本刑務所 シリーズ - 2007 GPミュージアムソフト - 清水宏次朗
- 実録・手打ち破り - 2007 GPミュージアムソフト - 本宮泰風
- 実録・絶縁状 - 2007 GPミュージアムソフト - 小沢仁志
- 実録・無敵道 シリーズ - 2007 GPミュージアムソフト - 小沢仁志
- 実録・愚連隊の神様 万年東一 シリーズ - 2007 GPミュージアムソフト - 宅麻伸
- 実録・国粋 竜侠 シリーズ - 2007 GPミュージアムソフト - 本宮泰風